# Confédération des syndicats autonomes (Venezuela)
Pour les articles homonymes, voir Confédération des syndicats autonomes.
La Confederación de Sindicatos Autónomos (CODESA - Confédération des syndicats autonomes) est un syndicat du Venezuela affilié à la Confédération syndicale internationale et à la Centrale latino-américaine des travailleurs.